# ティアゴ・モンテイロ
ティアゴ・ヴァガロソ・ダ・コスタ・モンテイロ（Tiago Vagaroso da Costa Monteiro, 1976年7月24日 - ）は、ポルトガル出身のレーシングドライバーである。
2005年から2006年にかけF1に参戦。ペドロ・ラミー以来9年ぶりのポルトガル人F1ドライバーとなった。2005年にはF1史上最多（当時）となるシーズン18戦完走という記録を残している。
2007年は世界ツーリングカー選手権（WTCC）にセアト・スポーツから参戦し、その後2012年途中よりホンダ・レーシングチームJASに移籍した。

## 経歴

### 初期の経歴
ポルトガル北部の都市ポルトに生まれたモンテイロは、父の影響でレースキャリアをスタートさせるが、はじめは単なる遊びであった。彼が本格的にレースを始めたのは20歳からと遅咲きであり、しかもポルシェカップからF3にステップアップするという一風変わったキャリアを辿った。
1997年にフランス・ポルシェカップのチャンピオンに輝き、翌年からフランスF3に参戦。初年度にランキング12位となりルーキー・オブ・ザ・イヤーに輝くと、翌年以降も参戦を続け、その傍ら1999年にはルマン24時間レースにGT2クラスで参戦し部門6位（総合16位）という成績を収めてもいる。
フランスF3において2000年と2001年にシリーズ2位を得た後、2002年には国際F3000（チームはスーパーノヴァ）に参戦。この年はルノーF1の育成ドライバーに選ばれ、同チームで初めてF1マシンのステアリングを握っている。
2003年には渡米してCARTに参戦。エマーソン・フィッティパルディが創設しこの年から参戦を始めたフィッティパルディ＝ディグマン・レーシングに所属し、ポールポジション1回を記録したものの、レイナードシャシーの戦闘力の無さに足を引っ張られ、年間ランキングはシーズンフル参戦したドライバーの中では下から2番目と低迷し、チームそのものも資金難でシーズン終了後に撤退したため、アメリカにおけるシートを喪失した。
続く2004年はヨーロッパへと戻り、F1のミナルディチームでテストドライバーを務めると同時に、カーリン・モータースポーツからワールドシリーズ・バイ・ニッサンに参戦し、シリーズ2位を獲得。この結果は評価され、選手権のルーキー・オブ・ザ・イヤーに選ばれたばかりでなく、その年の『Autosport』誌において「F1以外の選手権のベストドライバー」部門で5位に選出された。

### F1
2005年2月1日、（前月にミッドランド・グループによって買収された）ジョーダン・グランプリとのレギュラードライバー契約を発表し、ついにF1レギュラーシートを得る。
2005年

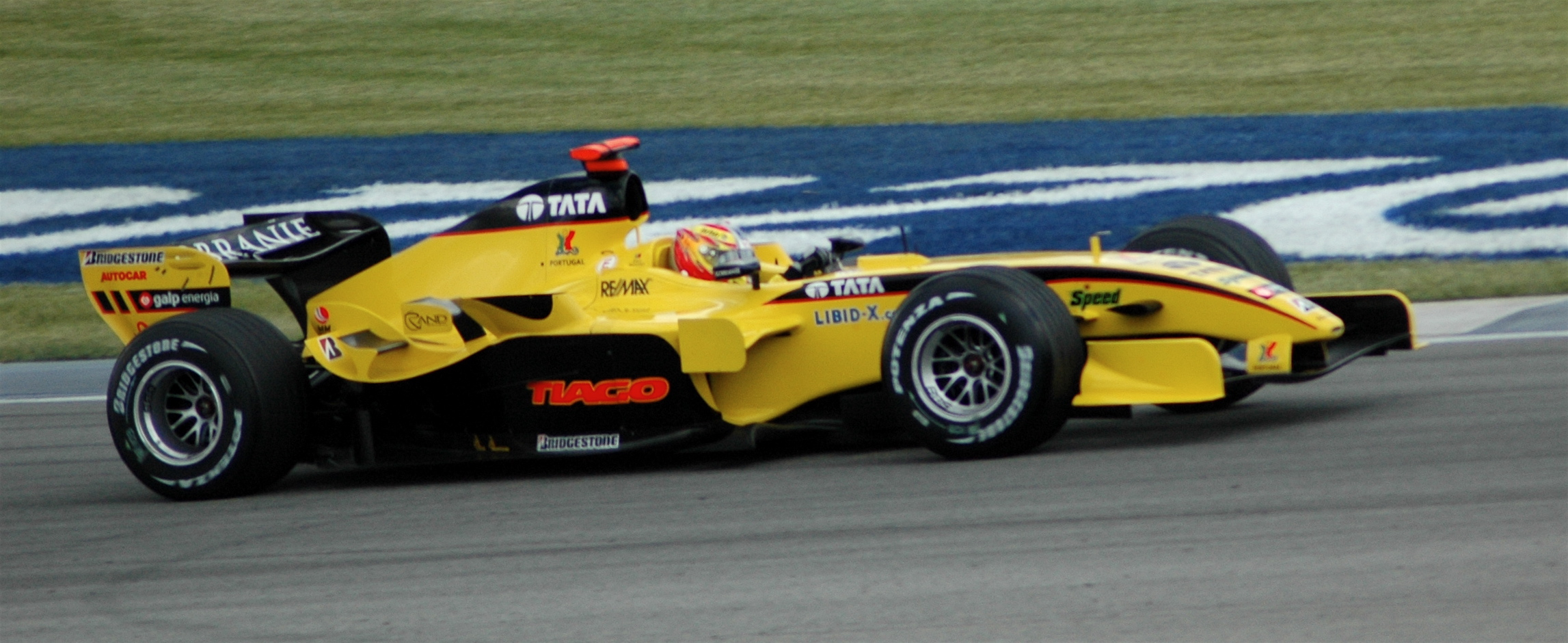
2005年アメリカGP

開幕当初はマシンの低いポテンシャルから目立たなかったが、開幕戦から第16戦まで連続完走（当時の記録では新人として史上最多、歴代でも2位）を果たすなど、開幕前には誰も期待していなかった安定性を発揮。第17戦ブラジルGPでは惜しくも残り15周でエンジンブローに見舞われリタイアとなったが、続く残り2戦では着実に完走を果たし「年間18戦完走」というF1史上初の記録を達成。
連続完走を続けていた中での第9戦アメリカGPでは、ミシュランタイヤ勢のタイヤトラブルによる大量出走取止めもあり、ポルトガル人初となる3位表彰台を獲得。同時にこのレースで6ポイントを獲得したことで、それまでポルトガル人F1ドライバーの中で唯一ポイントを獲得していたペドロ・ラミー（通算1ポイント）を抜き、F1におけるポルトガル人獲得ポイント数1位のドライバーとなった。このレースの表彰台では、1位のミハエル・シューマッハ、2位のルーベンス・バリチェロが喜び少なく表彰台を後にしたのを尻目に、1人でシャンパンファイトを繰り広げ大はしゃぎしていた。
また、ウェット・コンディションとなった第16戦ベルギーGPでも8位入賞し「実力」でポイントゲット。シーズンを通してチームメイトのナレイン・カーティケヤンより好結果を残し、同年のルーキー・オブ・ザ・イヤーを獲得した。
2006年

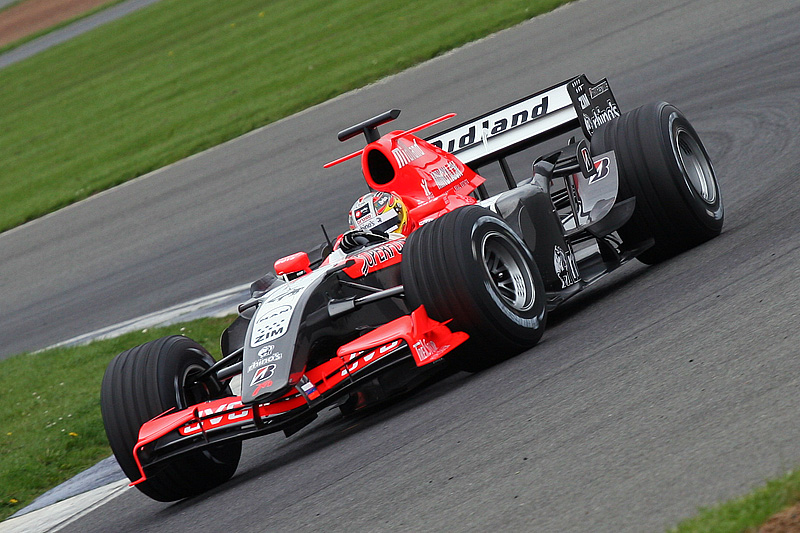
M16をテストするモンテイロ（2006年4月）

2006年はジョーダンから生まれ変わったMF1レーシングのドライバーとして残留するが、前年とは違い安定性が見られず、組織が変更されたチーム内でスポンサーの力関係の影響を受け孤立してしまっていた。

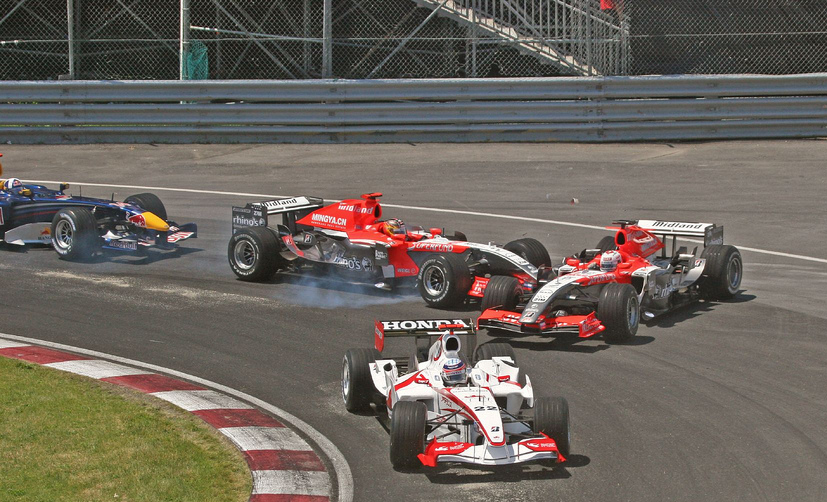
アルバースに追突するモンテイロ（カナダGP）

チームメイトのクリスチャン・アルバースとの相性も悪く、レース中にオープニングラップで3回（モナコGP、カナダGP、アメリカGP）同士討ちの接触事故が発生。モナコではフロントウイングを折りピットイン、カナダではアルバースがリタイヤ、アメリカではもらい事故のような格好で接触、後にアルバースはリタイヤ、モンテイロ自身も佐藤琢磨と接触、リタイヤしている。
この年のミッドランドのマシン「M16」は戦闘力に欠け、決勝での最高位はハンガリーGPでの9位が最高となりポイントを獲得できなかった。チームメイトのアルバースも無得点に終わっている。
シーズン終了後の12月21日、2006年シーズン終盤にMF1を買収したスパイカーF1チームは翌年のラインナップをアルバースとエイドリアン・スーティルと発表。モンテイロはF1シートを失った。
2007年は世界ツーリングカー選手権（WTCC）に参戦しながら2008年からのF1復帰を目指していたが、F1のシートは獲得できなかった。

### WTCC
2007年のWTCC開催カレンダーにポルトガルのポルト市街地コースでの開催を加わったため、ポルトガル人ドライバーの参戦を欲したポルトのレース主催者により、当地出身者であるモンテイロがWTCCのテストに招かれ、セアト・レオンのステアリングを握った。
同年3月6日、セアト・スポーツとの契約を結び、この年はWTCCに参戦することを発表した。5月にオランダ・ザントフォールト・サーキットで開催されるヨーロッパラウンド初戦から参戦し、第4戦フランス・ポー市街地コースでの第1・2レースと第7戦スウェーデン・アンデルストープ・サーキットでの第1レースで表彰台に立ち、シリーズ11位となった。
2008年も引き続きWTCCに参戦している。第2戦メキシコ・プエブラでの第2レースで初優勝を飾り地元開催となった第6戦ポルトガル・エストリルでの第2レースでも優勝し、シリーズ12位となった。
翌2009年もそれ以前と同様の体制で参戦したが、第5戦スペイン・バレンシア・サーキットの第1レースと第6戦チェコ・ブルノ・サーキットの第2レースで表彰台に立つにとどまり、シリーズ9位となった。
2010年も引き続き参戦し、第5戦ポルトガル・アルガルヴェの第1レースと第9戦スペイン・バレンシア・サーキットの第2レースで優勝したほか、3位表彰台を3回獲得するなどコンスタントに入賞しシリーズ5位でシーズンを終えた。
2011年にはサンレッド・エンジニアリングに再加入。前年のチームメイトのマイケル・ニュクイェアー、ルーキーのペペ・オリオラと共に参戦した。当シーズンでは前年同様3位表彰台を3度獲得するも、チャンピオンシップは6位に留まった。
2012年シーズン前半は同チームに残留（チーム名は「トゥエンティ・レーシング・チーム」に変更）したが、同年7月にセアトを離れホンダのワークスチーム「ホンダ・レーシングチームJAS」から参戦することが発表され、第10戦日本・鈴鹿ラウンドよりシビックを駆っている。
2013年シーズンは引き続きホンダ・レーシングチームJASのシビックで参戦、ガブリエル・タルキーニをチームメイトに迎える。第11戦中国・上海インターナショナル・サーキットの第2レースで優勝し、シリーズ8位となった。
2014年も引き続きホンダから参戦。この年は3度3位表彰台を獲得するも、3年振りに未勝利に終わる。しかしシリーズでは2010年と同じ5位でシーズンを終えた。
2015年も同様の体制で参戦。第5戦ロシアの第2レースと第9戦日本・ツインリンクもてぎの第2レースで優勝、シリーズ7位で終える。
2016年は第2戦スロバキアのオープニングレースと第7戦ポルトガルのメインレースで優勝し、他にも5度表彰台を獲得し自己最高のシリーズ3位でシーズンを終えた。
2017年は開幕戦モロッコのメインレースと第3戦ハンガリー・ハンガロリンクのオープニングレースで優勝し、第6戦アルゼンチン終了時点でチャンピオンシップ首位に立つが、その後のスペイン・バレンシアでのテストでハイスピードでクラッシュを喫し、外傷はなかったものの、医師からのアドバイスで残りのレースの欠場を余儀なくされた。
2018年はWTCCに代わり新設されたWTCR(世界ツーリングカーカップ)に元F1ドライバーティエリー・ブーツェンが運営するブーツェン・ジニオン・レーシングからホンダ・シビックタイプR TCRで第9戦鈴鹿へ415日振りに復帰を果たした。レース3ではポイント獲得あと一歩の11位で完走した。
2019年シーズンは香港に拠点を置くKCMGに加入し久々のフル参戦を果たす。チームメイトにTCRインターナショナルシリーズでランキング2位に輝いた経験を持つハンガリー出身19歳のアティラ・タッシを迎える。開幕戦モロッコではレース1で6位、レース2で8位と1年7ヶ月振りにポイントを獲得しまずまずのスタートを切る。しかしその後第5戦まではトップ10圏内にも入らず苦戦を強いられるが、第6戦の地元ポルトガルのレース3でイヴァン・ミュラーの追撃を振り切り久々の勝利を挙げた。レース終了後の表彰式でモンテイロが登場すると地元ファンからの「ティアゴ！ティアゴ！」のコールが響き渡った。第8戦鈴鹿のレース1ではポールポジションを獲得するもペナルティにより4番グリッドからスタートとなるが最終的に3位表彰台を獲得した。しかしレース3では3位表彰台目前でまだチェッカーを受けてないにもかかわらず無線に気をとられ危うくピットに入りかける珍事を起こし4位に終わる。最終的に浮き沈みの激しいシーズンではあったが109ポイントを獲得しシリーズ20位で終えた。
2020年はタッシと共にALL-INKL.DE ミュニッヒ・モータースポーツへ移籍。チームメイトタッシが序盤に2度3位表彰台を獲得したとは対照的にモンテイロは前半戦精彩を欠いたが、第4戦ハンガロリンクでのレース3で2位表彰台を獲得しホンダの表彰台独占に貢献した。第5戦スペインと第6戦アラゴンでは重いBoPとチャンピオンの可能性を残していたファーストチームALL-INKL.COM ミュニッヒ・モータースポーツのエステバン・ゲルエリのサポート役に回ったこともありシーズンの表彰台はハンガロリンクの1度のみだった。最終的に79ポイントを獲得しシリーズ15位となったがホンダ勢の中では最下位に終わった。
2021年も引き続きALL-INKL.DE ミュニッヒ・モータースポーツで参戦。開幕戦ニュルブルクリンクのレース1で2年ぶりの優勝を飾り幸先良いスタートを切ったが、続く第2戦で母国のエストリル・サーキットでのレース2をトップで快走し、チャンピオン争いで首位浮上が確実となっていたが、ボンネット破損により18位完走となった。以降は表彰台すら獲得出来ず不調となり、昨年同様ホンダ勢最下位となるシリーズ17位で終わった。
2022年はミュニッヒ・モータースポーツが2カー体制に切り替わったことでタッシと共にリキモリ・チーム・エングストラーへ移籍。マシンは引き続きホンダ・シビックタイプR TCRでの参戦となる。第3戦ハンガロリンクのレース1と母国の第5戦ポルトガルのレース2以外はすべてのレースでポイントを獲得したがこの年は一度も表彰台を獲得出来ず最高位は6位だった。結局この年も3年連続ホンダ勢最下位のシリーズ15位で終わった。

## レース戦績

### 国際F3000選手権
| 年     | チーム                               | 1     | 2      | 3       | 4      | 5       | 6       | 7      | 8     | 9     | 10     | 11      | 12     | DC   | ポイント |
| ------ | ------------------------------------ | ----- | ------ | ------- | ------ | ------- | ------- | ------ | ----- | ----- | ------ | ------- | ------ | ---- | -------- |
| 2002年 | コカコーラ・ノルディック・レーシング | INT 9 | IMO 10 | CAT Ret | A1R 16 | MON Ret | NUR Ret | SIL 13 | MAG 9 | HOC 5 | HUN 13 | SPA Ret | MNZ 10 | 13位 | 2        |

(key)

### CART
| 年     | チーム                                       | シャシー        | エンジン   | 1     | 2      | 3      | 4      | 5      | 6      | 7    | 8      | 9       | 10     | 11     | 12     | 13     | 14     | 15     | 16     | 17    | 18     | 19    | 順位 | ポイント |
| ------ | -------------------------------------------- | --------------- | ---------- | ----- | ------ | ------ | ------ | ------ | ------ | ---- | ------ | ------- | ------ | ------ | ------ | ------ | ------ | ------ | ------ | ----- | ------ | ----- | ---- | -------- |
| 2003年 | フィッティパルディ＝ディングマン・レーシング | レイナード・02i | コスワース | STP 7 | MTY 19 | LBH 11 | BRH 14 | LAU 13 | MIL 10 | LS 9 | POR 19 | CLE Wth | TOR 10 | VAN 15 | ROA 17 | MDO 11 | MTL 18 | DEN 13 | MIA 15 | MXC 6 | SRF 18 | FON C | 16位 | 26       |

(key)

### ワールドシリーズ・バイ・ニッサン
| 年     | エントラント               | 1       | 2       | 3     | 4       | 5       | 6       | 7        | 8       | 9       | 10      | 11      | 12      | 13       | 14      | 15      | 16      | 17      | 18      | 順位 | ポイント |
| ------ | -------------------------- | ------- | ------- | ----- | ------- | ------- | ------- | -------- | ------- | ------- | ------- | ------- | ------- | -------- | ------- | ------- | ------- | ------- | ------- | ---- | -------- |
| 2004年 | カーリン・モータースポーツ | JAR 1 2 | JAR 2 6 | ZOL 1 | ZOL 2 1 | MAG 1 8 | MAG 2 5 | VAL 1 13 | VAL 2 7 | LAU 1 4 | LAU 2 5 | EST 1 2 | EST 2 1 | CAT 1 10 | CAT 2 7 | VAL 1 3 | VAL 2 1 | JER 1 2 | JER 2 1 | 2位  | 154      |

- 太字はポールポジション、斜字はファステストラップ。(key)

### F1
| 年     | 所属チーム    | #  | ランキング | 獲得ポイント | 決勝最高位・回数 | 表彰台回数 | 予選最高位・回数 |
| ------ | ------------- | -- | ---------- | ------------ | ---------------- | ---------- | ---------------- |
| 2005年 | ジョーダン    | 18 | 16位       | 7            | 3位・1回         | 1回        | 13位・1回        |
| 2006年 | MF1レーシング | 18 | 21位       | 0            | 9位・1回         | 0回        | 15位・1回        |

| 年     | 所属チーム    | シャーシ | 1      | 2      | 3       | 4      | 5      | 6      | 7      | 8      | 9      | 10      | 11      | 12      | 13     | 14      | 15      | 16      | 17      | 18     | 19     | ランキング | ポイント |
| ------ | ------------- | -------- | ------ | ------ | ------- | ------ | ------ | ------ | ------ | ------ | ------ | ------- | ------- | ------- | ------ | ------- | ------- | ------- | ------- | ------ | ------ | ---------- | -------- |
| 2005年 | ジョーダン    | EJ15     | AUS 16 | MAL 12 | BHR 10  | SMR 13 | ESP 12 | MON 13 | EUR 15 | CAN 10 | USA 3  | FRA 13  | GBR 17  | GER 17  | HUN 13 | TUR 15  |         |         |         |        |        | 16位       | 7        |
| 2005年 | ジョーダン    | EJ15B    |        |        |         |        |        |        |        |        |        |         |         |         |        |         | ITA 17  | BEL 8   | BRA Ret | JPN 13 | CHN 11 | 16位       | 7        |
| 2006年 | MF1レーシング | M16      | BHR 17 | MAL 13 | AUS Ret | SMR 16 | EUR 12 | ESP 16 | MON 15 | GBR 16 | CAN 14 | USA Ret | FRA Ret | GER DSQ | HUN 9  | TUR Ret | ITA Ret | CHN Ret | JPN 16  | BRA 15 |        | NC(21位)   | 0        |

(key)

### ル・マン24時間レース
| 年     | チーム                           | コ・ドライバー                                  | 使用車両                           | クラス | 周回 | 総合順位 | クラス順位 |
| ------ | -------------------------------- | ----------------------------------------------- | ---------------------------------- | ------ | ---- | -------- | ---------- |
| 1999年 | ポール ベルモンド レーシング     | ポール・ベルモンド マーク・ロスタン             | クライスラー・バイパー GTS-R       | GTS    | 299  | 17位     | 6位        |
| 2001年 | ラルブル・コンペティション       | クリストフ・ブシュー ジャン＝フィリップ・ベロク | クライスラー・バイパー GTS-R       | GTS    | 234  | 20th     | 4th        |
| 2009年 | チーム・オレカ・マットムート AIM | ステファン・オルテリ ブルーノ・セナ             | オレカ・01-AIM                     | LMP1   | 219  | DNF      | DNF        |
| 2011年 | オーク・レーシング               | ギョーム・モロー ピエール・ラグ                 | オーク ペスカロロ・01 Evo-ジャッド | LMP1   | 80   | DNF      | DNF        |
| 2015年 | チーム・ビーコリンズ             | サイモン・トルマー ピエール・カッファー         | CLM P1/01-AER                      | LMP1   | 260  | EX       | EX         |

### 世界ツーリングカー選手権
| 年     | チーム                                                 | 使用車両                    | 1         | 2         | 3         | 4         | 5         | 6         | 7         | 8         | 9         | 10        | 11       | 12        | 13        | 14        | 15        | 16        | 17        | 18        | 19        | 20        | 21        | 22        | 23       | 24        | 順位 | ポイント |
| ------ | ------------------------------------------------------ | --------------------------- | --------- | --------- | --------- | --------- | --------- | --------- | --------- | --------- | --------- | --------- | -------- | --------- | --------- | --------- | --------- | --------- | --------- | --------- | --------- | --------- | --------- | --------- | -------- | --------- | ---- | -------- |
| 2007年 | セアト・スポーツ                                       | セアト・レオン              | BRA 1     | BRA 2     | NED 1 4   | NED 2 9   | ESP 1 Ret | ESP 2 12  | FRA 1 3   | FRA 2 3   | CZE 1 13  | CZE 2 9   | POR 1 15 | POR 2 13  | SWE 1 2   | SWE 2 6   | GER 1 10  | GER 2 8   | GBR 1 21  | GBR 2 11  | ITA 1 Ret | ITA 2 8   | MAC 1 6   | MAC 2 4   |          |           | 11位 | 38       |
| 2008年 | セアト・スポーツ                                       | セアト・レオン TDI          | BRA 1 17  | BRA 2 13  | MEX 1 7   | MEX 2 1   | ESP 1 18  | ESP 2 Ret | FRA 1 13  | FRA 2 10  | CZE 1 12  | CZE 2 10  | POR 1 7  | POR 2 1   | GBR 1 16  | GBR 2 15  | GER 1 4   | GER 2 Ret | EUR 1 13  | EUR 2 11  | ITA 1 4   | ITA 2 6   | JPN 1 5   | JPN 2 7   | MAC 1 11 | MAC 2 Ret | 12位 | 43       |
| 2009年 | セアト・スポーツ                                       | セアト・レオン TDI          | BRA 1 16  | BRA 2 12  | MEX 1 11  | MEX 2 Ret | MAR 1 5   | MAR 2 DSQ | FRA 1 14  | FRA 2 11  | ESP 1 2   | ESP 2 8   | CZE 1 6  | CZE 2 3   | POR 1 4   | POR 2 5   | GBR 1 7   | GBR 2 8   | GER 1 19  | GER 2 12  | ITA 1 Ret | ITA 2 23  | JPN 1 7   | JPN 2 Ret | MAC 1 6  | MAC 2 4   | 9位  | 44       |
| 2010年 | SR-スポーツ                                            | セアト・レオン TDI          | BRA 1 11  | BRA 2 7   | MAR 1 3   | MAR 2 4   | ITA 1 9   | ITA 2 7   | BEL 1 4   | BEL 2 3   | POR 1     | POR 2 7   | GBR 1 8  | GBR 2 Ret | CZE 1 9   | CZE 2 6   | GER 1 5   | GER 2 15  | ESP 1 6   | ESP 2 1   | JPN 1 Ret | JPN 2 Ret | MAC 1 3   | MAC 2 8   |          |           | 5位  | 177      |
| 2011年 | サンレッド・エンジニアリング                           | セアト・レオン 2.0 TDI      | BRA 1 11  | BRA 2 7   | BEL 1 5   | BEL 2 3   | ITA 1 3   | ITA 2 4   | HUN 1 7   | HUN 2 5   |           |           |          |           |           |           |           |           |           |           |           |           |           |           |          |           | 6位  | 117      |
| 2011年 | サンレッド・エンジニアリング                           | サンレッド・ SR レオン 1.6T |           |           |           |           |           |           |           |           | CZE 1 12  | CZE 2 12  | POR 1 4  | POR 2 3   | GBR 1 Ret | GBR 2 Ret | GER 1 Ret | GER 2 8   | ESP 1 8   | ESP 2 Ret | JPN 1 Ret | JPN 2 DNS | CHN 1 8   | CHN 2 Ret | MAC 1 12 | MAC 2 8   | 6位  | 117      |
| 2012年 | トゥエンティ・レーシング・チーム                       | セアト・レオン 2.0 TDI      | ITA 1 Ret | ITA 2 18† |           |           |           |           |           |           |           |           |          |           |           |           |           |           |           |           |           |           |           |           |          |           | 9位  | 95       |
| 2012年 | トゥエンティ・レーシング・チーム                       | サンレッド・ SR レオン 1.6T |           |           | ESP 1 9   | ESP 2 13  | MAR 1 NC  | MAR 2 9   | SVK 1 Ret | SVK 2 Ret | HUN 1 5   | HUN 2 5   | AUT 1 5  | AUT 2 Ret | POR 1 7   | POR 2 8   | BRA 1 Ret | BRA 2 9   | USA 1 6   | USA 2 6   |           |           |           |           |          |           | 9位  | 95       |
| 2012年 | ホンダ・レーシング・チーム・JAS                        | ホンダ・シビック S2000 TC   |           |           |           |           |           |           |           |           |           |           |          |           |           |           |           |           |           |           | JPN 1 9   | JPN 2 10  | CHN 1 13  | CHN 2 10  | MAC 1 3  | MAC 2 4   | 9位  | 95       |
| 2013年 | カストロール・ホンダ・ワールド・ツーリングカー・チーム | ホンダ・シビック WTCC       | ITA 1 5   | ITA 2 8   | MAR 1 Ret | MAR 2 DNS | SVK 1 2   | SVK 2 5   | HUN 1 Ret | HUN 2 13  | AUT 1 13  | AUT 2 4   | RUS 1 12 | RUS 2 12  | POR 1 9   | POR 2 11  | ARG 1 10  | ARG 2 6   | USA 1 2   | USA 2 5   | JPN 1 28† | JPN 2 3   | CHN 1 11  | CHN 2 1   | MAC 1 2  | MAC 2 Ret | 8位  | 164      |
| 2014年 | カストロール・ホンダ・ワールド・ツーリングカー・チーム | ホンダ・シビック WTCC       | MAR 1 5   | MAR 2 10† | FRA 1 8   | FRA 2 3   | HUN 1 3   | HUN 2     | SVK 1 7   | SVK 2 C   | AUT 1 5   | AUT 2 3   | RUS 1 7  | RUS 2 Ret | BEL 1 6   | BEL 2 4   | ARG 1 5   | ARG 2 5   | BEI 1 Ret | BEI 2 13  | CHN 1 7   | CHN 2     | JPN 1 9   | JPN 2 9   | MAC 1 4  | MAC 2 16† | 5位  | 186      |
| 2015年 | ホンダ・レーシング・チーム・JAS                        | ホンダ・シビック WTCC       | ARG 1 4   | ARG 2 3   | MAR 1 6   | MAR 2 Ret | HUN 1 5   | HUN 2 4   | GER 1 Ret | GER 2 3   | RUS 1 8   | RUS 2 1   | SVK 1 8  | SVK 2 9   | FRA 1 7   | FRA 2 Ret | POR 1 5   | POR 2 Ret | JPN 1 9   | JPN 2 1   | CHN 1 7   | CHN 2 6   | THA 1 7   | THA 2 DSQ | QAT 1 8  | QAT 2 9   | 7位  | 177      |
| 2016年 | カストロール・ホンダ・ワールド・ツーリングカー・チーム | ホンダ・シビック WTCC       | FRA 1 4   | FRA 2     | SVK 1     | SVK 2     | HUN 1 11  | HUN 2 3   | MAR 1 DSQ | MAR 2 DSQ | GER 1 Ret | GER 2 DNS | RUS 1 6  | RUS 2 5   | POR 1 10  | POR 2 1   | ARG 1 4   | ARG 2 4   | JPN 1 3   | JPN 2 3   | CHN 1 10  | CHN 2 8   | QAT 1 Ret | QAT 2 5   |          |           | 3位  | 214      |
| 2017年 | カストロール・ホンダ・ワールド・ツーリングカー・チーム | ホンダ・シビック WTCC       | MAR 1 6   | MAR 2 1   | ITA 1 3   | ITA 2     | HUN 1     | HUN 2 5   | GER 1 15  | GER 2 13  | POR 1 2   | POR 2 3   | ARG 1 5  | ARG 2     | CHN 1     | CHN 2     | JPN 1     | JPN 2     | MAC 1     | MAC 2     | QAT 1     | QAT 2     |           |           |          |           | 8位  | 200      |

- 太字はポールポジション、斜字はファステストラップ。(key)
- † : リタイアだが、90%以上の距離を走行したため規定により完走扱い。

## エピソード
- ミドルネームの「Vagaroso」はポルトガル語で「のろま」「のんき」という意味を持つ。
- 家族がホテルビジネスを行っており、スイスでホテルマネージメントの勉強をした経験を持つ。当初は趣味としてレース活動を行うつもりで、モータースポーツで成功しなかった場合はホテル業に就職する予定だったという[6]。
- 2001年に氷上レースアンドレアストロフィーに初出場し4位に入ったことがある。
- モンテイロ以前にF1デビュー戦からの連続完走記録を持っていたのは、1965年デビューのジャッキー・スチュワートと1994年デビューのオリビエ・パニスで、それぞれデビュー戦から6戦連続完走を達成している。パニスはその後第8戦から最終第16戦まで9戦連続完走している（但し第13戦はレース終了後に車検で失格）。他に変則的なものとして1960年デビューのリッチー・ギンザーもデビュー戦から欠場も重ねつつ翌年にかけ9戦連続完走を達成している（予選のみ出走し決勝で走行しなかった1戦を除く）。また、2007年にデビューしたヘイキ・コバライネンが開幕戦から16戦連続完走を果たし、モンテイロの記録に並んだ。しかし2007年はエンジン開発規制があり全体的に完走率が高いシーズンであったのに対し、信頼性もイマイチであったジョーダンだったことなどから、モンテイロの記録は数字以上に抜きん出ていると言える。
  - その後2013年、マルシャからデビューしたマックス・チルトンがシーズン全戦完走（19戦）およびデビューからの19戦連続完走を達成。8年ぶりにモンテイロの記録が更新され、これによりモンテイロはデビューからの記録で歴代2位、それ以外含む連続完走記録でも3位となった。チルトンは翌年の第6戦まで完走を続け（第7戦でクラッシュしリタイア）、（デビューからの）連続完走記録を25まで伸ばした。
    - さらに、2016年途中よりデビューしたエステバン・オコンが、2017年メキシコグランプリまで27レース連続完走を果たした。ただしオコンは途中からの参戦のため、まだフル参戦で全てのレースを完走した記録はない。
- 2006年にモンテイロはパドックで「モンテイロTシャツ」を限定頒布した。この年はそれぞれの開催地にちなんだ絵が描かれているものだったが、バーレーングランプリでは神をモチーフにした絵柄だったため税関で没収された。
- 2005年と2006年、F1において偶然にも2年連続でカーナンバー「18」を付けたが、そのため、2007年にはWTCCでも主催者の厚意で18番が割り振られた。2019年現在も18番を使っている。余談だが、2005年のデビューイヤーの完走レース数も18である。
- F1で参戦した2年は、対チームメイトでは全勝である。
- 2008年2月に恋人のポルトガル人モデル、ダイアナ・ペレイラとの間に長男が誕生。
- 2008年11月29日、エンリケ・スカラブローニのGP2チーム「BCNコンペティション」を自身のマネージメントでビジネスパートナーであるホセ・マニュエル・グエデスとともに買収。新チーム名を｢オーシャン・レーシング・テクノロジー（英語版）｣とし、チーム本拠地をモンテイロの地元であるポルトガルへ移した。